# 慕留人-火影忍者新世代- (動畫)
《慕留人-火影新世代-》（日語：BORUTO-ボルト- -NARUTO NEXT GENERATIONS-）是日本漫畫《慕留人-火影忍者新世代-》的動畫化作品，岸本齊史的《火影忍者》的續篇。由Studio Pierrot製作，東京電視台播出。阿部記之擔任總導演（＃1–104），山下宏幸（＃1–66）、藤井俊郎（＃67–104）、甲田正行（＃105–至今）擔任導演，上江洲誠（＃1–66）、本田雅也（＃67–）擔任劇本統籌，並由漫畫的編劇小太刀右京擔任故事監修。
這是由漩渦鳴人的兒子漩渦慕留人就讀木葉忍者村的忍者學校開始，與他在忍者學校結識的夥伴們一起在進入現代化的和平世界成長的故事。故事以漫畫為基礎，也加入《火影忍者外傳～第七代火影與緋色的花月～》、動畫電影《火影忍者劇場版：慕留人》，以及《火影忍者新傳》小說系列的劇情。
於西元2017年4月5日在東京電視台首播，在星期三下午5:55播出。從2018年5月3日的第56集開始，在星期四下午7:25播出。從2018年10月7日的第76集開始，在星期日下午5:30播出。Viz Media於2017年3月23日獲得授權，在Hulu和Crunchyroll上同步播出。
因受「2019冠状病毒病疫情」对东京都乃至全日本的影响，官方在2020年4月21日宣布，本作从第155话起（5月3日起）停播，7月5日開始復播。2023年3月8日，官方宣佈電視動畫第一部將於3月26日結束，播出第293話作為最終回，並宣佈製作動畫第二部。

## 作品簡介
2016年12月17日在「Jump Festa 2017」發表電視動畫化的消息，隨後確認動畫版將由漫畫改編並加入原創故事，並稱每集劇情都會交由原作者岸本齊史進行審核。動畫於2017年4月5日在東京電視台播放，時間為星期三17:55 - 18:25（UTC+9:00）。中国大陆地区由优酷土豆网、哔哩哔哩弹幕网、爱奇艺及乐视负责网络播映；北美地区由碧日负责授权工作，Hulu、Crunchyroll负责网络播映。
沿用《火影忍者疾風傳》的動畫製作公司、角色設計、聲優。此外，作為本作原點的電影《火影忍者劇場版：慕留人》導演、劇本原案等工作人員再次集結。是Studio Pierrot在平成年代首次將Studio Pierrot的公司標誌使用於節目字幕上的動畫。
一開始沒有從漫畫的第1話開始動畫化，而是從前日談「忍者學校入學篇」作為故事的開端。第17集至第24集是由原作者岸本齊史撰寫的《火影忍者外傳～第七代火影與緋色的花月～》為原作的「宇智波紗羅妲篇」，第39集也是由岸本齊史撰寫的《火影忍者外傳～滿月照亮的道路～》為原作的劇情，也有由其他《火影忍者》完結後所撰寫的外傳小說作品為原案所改編的劇情。
以漫畫早期劇情・電影版的劇情為原案的「中忍考試篇」，使用《火影忍者劇場版：慕留人》的一部份影像。劇情展開以電影版為基準，另外追加描寫當初由岸本齊史大略設計的廢案角色「大筒木浦式」，此角色在之後的劇情佔有相當重要的地位。
「時間旅行篇」是紀念《火影忍者》系列20周年，由岸本齊史提供構想的劇情，回到過去的慕留人與少年時代的鳴人邂逅。

## 故事劇情
朝著和平與現代化發展的木葉忍者村，高度密集的摩天大樓，路上有著巨大的電視螢幕正在播出節目，連接各個街區的雷車行駛於村子。各國的忍者村處於一般居民的人數不斷增加，忍者的生存方式不斷變化的時代――村子的首領「第七代火影」漩渦鳴人的兒子慕留人開始就讀培育忍者的學校「忍者學校」。周遭的學生們對慕留人抱持著「火影的兒子」的偏見，慕留人以破天荒的個性將其翻轉！慕留人與新的夥伴相遇，他們會如何挑戰在村子發生的神秘事件？ 現在，宛如疾風一樣席捲每個人心中的「漩渦慕留人」的故事，開始！！

## 各话标题
| 话数                   | 日文标题       | 中文标题                    | 剧本                | 分镜                     | 演出                       | 作画监督                                                                                        | 总作画监督                                            | 首播时间       |
| 忍者學校入學篇         | 忍者學校入學篇 | 忍者學校入學篇              | 忍者學校入學篇      | 忍者學校入學篇           | 忍者學校入學篇             | 忍者學校入學篇                                                                                  | 忍者學校入學篇                                        | 忍者學校入學篇 |
| ---------------------- | -------------- | --------------------------- | ------------------- | ------------------------ | -------------------------- | ----------------------------------------------------------------------------------------------- | ----------------------------------------------------- | -------------- |
| 第1话                  |                | 漩渦慕留人！！              | 上江洲誠            | 山下宏幸                 | 山下宏幸                   | 甲田正行                                                                                        | 不適用                                                | 2017年4月5日   |
| 第2话                  |                | 火影的兒子…！！             | 三輪清宗 上江洲誠   | 阿部记之                 | 小野步                     | 武內啟 南伸一郎 栗井重紀                                                                        | 松井祐子                                              | 2017年4月12日  |
| 第3话                  |                | 暴走 李梅塔！！             | 田中秀人 上江洲誠   | 今千秋                   | 長山延好                   | 飯飼一幸 菊池一真 飯塚葉子 池田龍也 藤田和行                                                    | 佐藤绫子                                              | 2017年4月19日  |
| 第4话                  |                | 男女對抗忍術合戰！！        | 大久保昌弘          | 渡部穩寬                 | 佐藤光                     | 卯野一郎                                                                                        | 不適用                                                | 2017年4月26日  |
| 第5话                  |                | 神秘轉校生…！！             | 中村浩二郎 重信康   | 福岛宏之                 | 佐藤洋二                   | 門智昭 奧野浩行 粟井重紀 森田實 武內啟                                                          | 铃木阳子                                              | 2017年5月3日   |
| 第6话                  |                | 最後的授課…！！             | 重信康              | 田中孝行                 | 藏本穗高                   | 一之瀨結梨 伊藤秀次 粟井重紀 飯飼一幸 坪田慎太郎 服部憲知                                       | 藪野浩二 清水义治 今木宏明                            | 2017年5月10日  |
| 第7话                  |                | 戀愛和薯片…！！                   | 田中秀人            | 小平麻紀                 | 小平麻紀                   | 甲田正行 津曲大介                                                                               | 不適用                                                | 2017年5月17日  |
| 第8话                  |                | 夢境的啟示                  | 三輪清宗            | 小山菜穗                 | 松木惠一                   | 飯飼一幸 菊池一真 飯塚葉子 齐藤和也 池原百合子 細田沙織 吉井勝也                                | 佐藤绫子 松井祐子 铃木阳子                            | 2017年5月24日  |
| 第9话                  |                | 自我的證明                  | 三輪清宗            | 今千秋 福岛宏之          | 小野歩                     | 武內啟 南伸一郎 森田實 工藤大誠                                                                 | 清水义治                                              | 2017年5月31日  |
| 第10话                 |                | 鬼影事件，搜查開始！！      | 本田雅也            | 福岛宏之                 | 高田昌豐                   | 大河原烈 富田美文 Shin Hey Ran                                                                  | 不適用                                                | 2017年6月7日   |
| 第11话                 |                | 黑幕之影                    | 本田雅也            | 今千秋 福岛宏之          | 佐藤光                     | 卯野一郎                                                                                        | 不適用                                                | 2017年6月14日  |
| 第12话                 |                | 慕留人與巳月                | 大久保昌弘          | 藤原良二                 | 水本葉月                   | 铃木阳子 森田實                                                                                 | 铃木阳子                                              | 2017年6月21日  |
| 第13话                 |                | 魔獸出現…！！               | 重信康              | 渡部穩寬                 | 長山延好                   | 伊藤秀次 飯飼一幸 池原百合子 齐藤和也                                                           | 藪野浩二 清水义治                                     | 2017年6月28日  |
| 第14话                 |                | 慕留人所見之路              | 上江洲誠            | 阿部记之                 | 阿部记之                   | 甲田正行 松井祐子                                                                               | 不適用                                                | 2017年7月5日   |
| 第15话                 |                | 新的道路                    | 大久保昌弘          | 福岛宏之                 | 高田昌豐 松本正幸          | 張紹偉                                                                                          | 佐藤绫子                                              | 2017年7月12日  |
| 宇智波紗羅妲篇         |                |                             |                     |                          |                            |                                                                                                 |                                                       |                |
| 第16话                 |                | 留級的危機                  | 田中秀人            | 今千秋                   | 川奈可奈                   | 武內啟 南伸一郎 森田實 服部益實 細川修平 猿渡聖加 關本美穗 八角彩香 工藤大誠                    | 藪野浩二 今木宏明 卯野一郎 清水义治                   | 2017年7月19日  |
| 第17话                 |                | 紗羅妲，奔馳！！            | 本田雅也            | 成田歲法                 | 熊谷雅晃                   | 铃木阳子 大河原烈                                                                               | 不適用                                                | 2017年7月26日  |
| 第18话                 |                | 漩渦家的一天                | 重信康              | 小山菜穗                 | 長山延好                   | 齐藤和也 池原百合子 吉井勝也                                                                    | 佐藤绫子 今木宏明 清水义治 藪野浩二                   | 2017年8月2日   |
| 第19话                 |                | 宇智波紗羅妲                | 本田雅也            | 嶌田惣一                 | 安藤貴史                   | 柳瀨讓二 櫻井拓郎 服部憲知 森田實 服部益實                                                      | 卯野一郎                                              | 2017年8月9日   |
| 第20话                 |                | 寫輪眼的少年                | 中村浩二郎          | 田中雄一                 | 佐藤光                     | 津曲大介 今木宏明 Shin Hey Ran Lee Sok-yun                                                      | 铃木阳子                                              | 2017年8月16日  |
| 第21话                 |                | 佐助與紗羅妲                | 本田雅也            | 菅井嘉浩                 | 小野田雄亮                 | 高桥恒星 德仓荣一                                                                               | 藪野浩二                                              | 2017年8月23日  |
| 第22话                 |                | 相連的心意                  | 中村浩二郎          | 福岛宏之                 | 荻原露光                   | 高桥直树 矢野久仁子                                                                             | 铃木阳子                                              | 2017年8月30日  |
| 第23话                 |                | 紐帶的形式                  | 中村浩二郎          | 今千秋 藤澤研一          | 藤澤研一 朝仓海斗          | 甲田正行 清水义治                                                                               | 不適用                                                | 2017年9月6日   |
| 第24话                 |                | 慕留人與紗羅妲              | 本田雅也            | 福岛宏之                 | 小野步                     | 柳瀨讓二 武內啟 南伸一郎 森田實 服部益實 朱8號                                                  | 今木宏明 佐藤绫子                                     | 2017年9月13日  |
| 修學旅行篇             |                |                             |                     |                          |                            |                                                                                                 |                                                       |                |
| 第25话                 |                | 修學旅行風波！！            | 上江洲誠            | 今千秋 長山延好          | 淺見松雄                   | 中山和子 宇都木勇 飯飼一幸 佐藤愛架 阿部安佳裡 白石悟 輿石曉 契裡升                             | 卯野一郎 铃木阳子                                     | 2017年9月20日  |
| 第26话                 |                | 水影的繼承人                | 三輪清宗            | 嶌田惣一                 | 城所聖明 荻原健 藤原智樹   | 津曲大介 Park Myoung Hun Seo Jin Won                                                            | 不適用                                                | 2017年9月27日  |
| 第27话                 |                | 友情的忍者比拼              | 大久保昌弘          | 成田歲法                 | 水本葉月                   | 柳瀨讓二 櫻井拓郎 服部憲知 服部益實                                                             | 甲田正行 清水义治 铃木阳子 今木宏明                   | 2017年10月4日  |
| 第28话                 |                | 宣戰布告                    | 重信康 上江洲誠     | 古川順康                 | 小野田雄亮                 | 高桥恒星 平良哲朗                                                                               | 卯野一郎                                              | 2017年10月11日 |
| 第29话                 |                | 新·忍刀七人眾！！           | 重信康              | 松下之宏                 | 崛口和樹                   | 大河原烈 佐藤绫子 铃木阳子 Park myoung hun                                                      | 不適用                                                | 2017年10月18日 |
| 第30话                 |                | 寫輪眼VS雷刀·牙             | 本田雅也            | 嶌田惣一                 | 菱川直樹                   | 張紹偉 田中千幸 野泽吉树 松井佑子 今木宏明 鹽川真琴                                             | 不適用                                                | 2017年10月25日 |
| 第31话                 |                | 慕留人與神樂                | 大久保昌弘          | 古川順康                 | 佐藤光                     | 甲田正行 藪野浩二                                                                               | 不適用                                                | 2017年11月1日  |
| 第32话                 |                | 伴手禮任務                  | 本田雅也            | 藤原良二                 | 左藤洋二                   | 南伸一郎 森田實 櫻井拓郎                                                                        | 佐藤绫子 卯野一郎 铃木阳子                            | 2017年11月8日  |
| 忍者學校畢業篇         |                |                             |                     |                          |                            |                                                                                                 |                                                       |                |
| 第33话                 |                | 萎靡！超獸偽畫              | 田中秀人            | 福岛宏之 藤原智樹 荻原健 | 藤原智樹 荻原健            | Lee Sok-Yun Shin Hey Ran                                                                        | 卯野一郎 铃木阳子                                     | 2017年11月15日 |
| 第34话                 |                | 星降之夜                    | 三輪清宗 小太刀右京 | 城所聖明                 | 城所聖明                   | 清水义治 野泽吉树 铃木阳子 大河原烈                                                             | 不適用                                                | 2017年11月22日 |
| 第35话                 |                | 三者面談                    | 重信康              | 藤原良二                 | 藤原智樹                   | 南伸一郎 服部益實 森田實 宇都木勇                                                               | 卯野一郎 佐藤绫子 甲田正行 铃木阳子                   | 2017年11月29日 |
| 第36话                 |                | 畢業考試 開始！！           | 大久保昌弘          | 飯田薰久                 | 安部裕二郎                 | 津曲大介 松井祐子 Park Myoung Hun Seo Jin Won Kim gi nam                                        | 不適用                                                | 2017年12月6日  |
| 第37话                 |                | 忍者的覺悟                  | 大久保昌弘          | 菅井嘉浩 森田侑希        | 小野田雄亮                 | 高桥恒星 德仓荣一 吉田肇 小田多惠子                                                             | 卯野一郎 清水义治 佐藤绫子                            | 2017年12月13日 |
| 下忍篇                 |                |                             |                     |                          |                            |                                                                                                 |                                                       |                |
| 第38话                 |                | 三人小隊 結成…？            | 本田雅也            | 成田歲法                 | 奧野浩行                   | 劉雲留                                                                                          | 大河原烈                                              | 2017年12月20日 |
| 第39话                 |                | 滿月照亮的道路              | 田中秀人            | 荻原健 阿部记之          | 荻原健                     | 甲田正行                                                                                        | 不適用                                                | 2017年12月27日 |
| 第40话                 |                | 第七班·最初的任務！！       | 待田堂子            | 田中雄一                 | 秦義人                     | 高桥直树 矢野久仁子 清原寮 川口弘明 小川一郎 服部一郎 鈴木信一                                  | 佐藤绫子 清水义治 卯野一郎                            | 2018年1月10日  |
| 第41话                 |                | 團結的力量                  | 待田堂子            | 福岛宏之                 | 朝仓海斗                   | Lee Sok-yun Shin Hey Ran                                                                        | 卯野一郎 藪野浩二                                     | 2018年1月17日  |
| 白夜團篇               |                |                             |                     |                          |                            |                                                                                                 |                                                       |                |
| 第42话                 |                | 忍者的工作                  | 重信康              | 崛口和樹                 | 崛口和樹                   | 铃木阳子 甲田正行 田中千幸 野泽吉树                                                             | 不適用                                                | 2018年1月24日  |
| 第43话                 |                | 白夜團 現身！！             | 本田雅也            | 增田敏彦 奧野浩行        | 島崎奈奈子                 | 張紹偉                                                                                          | 藪野浩二                                              | 2018年1月31日  |
| 第44话                 |                | 鹿台的迷茫                  | 大久保昌弘          | 藤原良二                 | 飯村正之                   | 櫻井拓郎 武內啟 福島豊明 服部益實 服部憲知                                                      | 佐藤绫子 卯野一郎 田中千幸                            | 2018年2月7日   |
| 第45话                 |                | 雪天的記憶                  | 重信康              | 福岛宏之 菅井嘉浩        | 小野田雄亮                 | 高桥恒星 平良哲朗                                                                               | 藪野浩二                                              | 2018年2月14日  |
| 第46话                 |                | 執行！！極夜作戰            | 中村浩二郎          | 今泉賢一                 | 安部裕二郎                 | 李少雷 大河原烈                                                                                 | 不適用                                                | 2018年2月21日  |
| 第47话                 |                | 向往的姿態                  | 本田雅也            | 荻原健                   | 荻原健                     | Park Myoung Hun 津曲大介 甲田正行                                                               | 不適用                                                | 2018年2月28日  |
| 第48话                 |                | 下忍紀實！！                | 田中秀人            | 增田敏彦                 | 堀內直樹                   | 服部憲知 高桥直树 矢野久仁子 吉田肇 川口弘明                                                    | 卯野一郎 藪野浩二 佐藤绫子                            | 2018年3月7日   |
| 第49话                 |                | 山葵和淚                    | 待田堂子            | 成田歲法                 | 青木裕一朗 松本正幸        | Shin Hey Ran Lee Sok-yun                                                                        | 佐藤绫子 卯野一郎                                     | 2018年3月14日  |
| 第50话                 |                | 中忍選拔考試推薦會議        | 大久保昌弘          | 阿部记之                 | 阿部记之                   | 田中千幸                                                                                        | 不適用                                                | 2018年3月21日  |
| 中忍考試篇             |                |                             |                     |                          |                            |                                                                                                 |                                                       |                |
| 第51话                 |                | 慕留人的生日                | 重信康              | 福岛宏之                 | 長濱亙彥                   | 竹島照子 飯飼一幸                                                                               | 藪野浩二                                              | 2018年3月28日  |
| 第52话                 |                | 佐助的影子                  | 重信康              | 增田敏彦                 | 朝仓海斗                   | Park Myoung Hun 大河原烈                                                                        | 不適用                                                | 2018年4月4日   |
| 第53话                 |                | 向日葵的生日                | 上江洲誠            | 久城理音                 | 西村大樹                   | 小林一三 青柳謙二 小笠原理惠                                                                    | 卯野一郎                                              | 2018年4月11日  |
| 第54话                 |                | 佐助和慕留人                | 上江洲誠            | 成田歲法                 | 小野田雄亮                 | 高桥恒星 德仓荣一 小野寺博文                                                                    | 佐藤绫子 卯野一郎                                     | 2018年4月18日  |
| 第55话                 |                | 科學忍具                    | 田中秀人            | 福岛宏之                 | 藏本穗高                   | 津曲大介                                                                                        | 不適用                                                | 2018年4月25日  |
| 第56话                 |                | 對手，聚集！！              | 中村浩二郎          | 荻原健                   | 荻原健                     | 劉雲留 甲田正行                                                                                 | 藪野浩二                                              | 2018年5月3日   |
| 第57话                 |                | 不能輸的理由                | 待田堂子            | 今泉賢一                 | 青木裕一朗                 | Park Myoung Hun 高桥直树 矢野久仁子 服部一郎                                                    | 卯野一郎                                              | 2018年5月10日  |
| 第58话                 |                | 淘汰賽 開始                 | 本田雅也            | 增田敏彦                 | 大庭秀昭                   | 櫻井拓郎 小川一郎 飯塚葉子 小林由香裡                                                           | 藪野浩二 佐藤绫子 清水义治 卯野一郎 甲田正行 田中千幸 | 2018年5月17日  |
| 第59话                 |                | 慕留人VS鹿台                | 本田雅也            | 福岛宏之                 | 朝仓海斗                   | Kim Hyeon Ok Lee Sok-yun                                                                        | 卯野一郎 今木宏明                                     | 2018年5月24日  |
| 第60话                 |                | 木葉VS砂隱                  | 大久保昌弘          | 奧野浩行                 | 西村大樹                   | 小林一三 和田拓也 桐生政城 久本真実 添田雪                                                      | 卯野一郎 佐藤绫子                                     | 2018年5月31日  |
| 第61话                 |                | 砂鐵使用者·新木             | 重信康              | 荻原健                   | 荻原健                     | Park Myoung Hun Lee Joung Kyung 田中千幸 津曲大介                                               | 藪野浩二                                              | 2018年6月7日   |
| 第62话                 |                | 大筒木 襲來！！             | 三輪清宗            | 增田敏彦                 | 小野田雄亮                 | 高桥恒星 德仓荣一 卯野一郎                                                                      | 清水义治                                              | 2018年6月14日  |
| 第63话                 |                | 佐助的殺手锏                | 待田堂子            | 松本正幸 增田敏彦        | 小高義規                   | 河野真貴 小泉孝司                                                                               | 佐藤绫子                                              | 2018年6月28日  |
| 第64话                 |                | 奪回鳴人                    | 田中秀人            | 今泉憲一                 | 松本正幸                   | Lee Joung Kyung 劉雲留 唐遠見                                                                   | 藪野浩二                                              | 2018年7月5日   |
| 第65话                 |                | 父與子                      | 上江洲誠            | 黃成希                   | 黃成希                     | 黃成希 甲田正行 津曲大介 大河原烈 小柳達也 田口愛梨 桝田浩史 西尾鐵也 佐藤太郎                  | 不適用                                                | 2018年7月19日  |
| 第66话                 |                | 我的故事                    | 大久保昌弘          | 藤原良二                 | 荻原健 铃木佑太            | 櫻井拓郎 服部真澄                                                                               | 清水义治 卯野一郎                                     | 2018年7月26日  |
| 超級蝶蝶蝶模式篇       |                |                             |                     |                          |                            |                                                                                                 |                                                       |                |
| 第67话                 |                | 超級蝶蝶·蝶模式             | 本田雅也            | 藤井俊朗                 | 安部裕二郎                 | 高桥直树 轮和 服部一郎 Park Myoung Hun                                                          | 藪野浩二                                              | 2018年8月2日   |
| 第68话                 |                | 超級蝶蝶·親吻模式           | 西山淳史            | 福岛宏之                 | 西村大樹                   | 小林一三 和田拓也 桐生政城 久本真実 添田雪                                                      | 佐藤绫子                                              | 2018年8月9日   |
| 第69话                 |                | 超級蝶蝶·戀愛騷動           | 本田雅也            | 增田敏彦                 | 朝仓海斗                   | Lee Seok Yun Shin Hey Ran                                                                       | 藪野浩二                                              | 2018年8月16日  |
| 第70话                 |                | 緊張的另一邊                | 田中秀人            | 金森陽子                 | 金森陽子                   | 渡邊葉瑠                                                                                        | 不適用                                                | 2018年8月23日  |
| 巳月失蹤篇             |                |                             |                     |                          |                            |                                                                                                 |                                                       |                |
| 第71话                 |                | 全世界最堅硬的石頭          | 本田雅也            | 藤井俊朗                 | 小野田雄亮                 | 高桥恒星                                                                                        | 清水义治                                              | 2018年8月30日  |
| 第72话                 |                | 巳月的意志                  | 西山淳史            | 荻原健 铃木佑太          | 荻原健 铃木佑太            | 甲田正行 津曲大介 卯野一郎 野崎麗子                                                             | 不適用                                                | 2018年9月6日   |
| 第73话                 |                | 月亮的背面                  | 待田堂子            | 福岛宏之                 | 松本正幸                   | 大河原烈 田中千幸 Park Myoung Hun                                                               | 佐藤绫子                                              | 2018年9月13日  |
| 第74话                 |                | 敵人是豬鹿蝶                | 重信康              | 增田敏彦                 | 青木裕一朗                 | 高桥直树 轮和 服部一郎 唐遠界 CHENG LIANG 劉雲留                                                | 清水义治 卯野一郎                                     | 2018年9月20日  |
| 第75话                 |                | 龍地洞的試煉                | 大久保昌弘          | 藤原良二                 | 小野步                     | 櫻井拓郎 服部真澄                                                                               | 佐藤绫子 藪野浩二 田口愛梨                            | 2018年9月20日  |
| 第76话                 |                | 觸摸逆鱗                    | 田中秀人            | 福岛宏之                 | 長濱亙彥                   | 竹島照子 飯飼一幸 田口愛梨                                                                      | 卯野一郎 清水义治                                     | 2018年10月7日  |
| 第77话                 |                | 強敵 辛牙的猛攻             | 西山淳史            | 安部裕二郎               | 安部裕二郎                 | 大河原烈 藪野浩二 津曲大介 田口愛梨 Shin Hey Ran Lee Seok Yun                                   | 甲田正行 大河原烈 藪野浩二                            | 2018年10月14日 |
| 第78话                 |                | 各自的想法                  | 待田堂子            | 增田敏彦                 | 西村大樹                   | 小林一三 高瀬百合子 桐生政城 久本真実 添田雪                                                    | 清水义治 佐藤绫子 今木宏明 卯野一郎 田口愛梨          | 2018年10月21日 |
| 第79话                 |                | 再會 巳月                   | 重信康              | 荻原健 铃木佑太          | 荻原健 铃木佑太            | Park Myoung Hun 津曲大介                                                                        | 藪野浩二                                              | 2018年10月28日 |
| 第80话                 |                | 巳月的朋友                  | 本田雅也            | 今泉賢一                 | 小野田雄亮                 | 高桥恒星 德仓荣一 中谷藍 田口愛梨                                                               | 藪野浩二 今木宏明                                     | 2018年11月4日  |
| 第81话                 |                | 慕留人的願望                | 西山淳史            | 福岛宏之                 | 朝仓海斗                   | 田中千幸 野泽吉树 Park Myoung Hun Lee Joung Kyung                                               | 田中千幸                                              | 2018年11月11日 |
| 第82话                 |                | 潛入！岩隱村                | 田中秀人            | 增田敏彦                 | 松本正幸                   | 稻津辰宜 佐藤靜香 新田靖成 濱田悠示                                                             | 卯野一郎                                              | 2018年11月19日 |
| 第83话                 |                | 大野木的正義                | 待田堂子            | 今泉賢一                 | 铃木佑太 青木裕一朗        | 高桥直树 轮和 Jang Young Sun 今木宏明 永川桃子 田口愛梨                                         | 佐藤绫子                                              | 2018年11月25日 |
| 第84话                 |                | 大野木的心思 空的心思       | 大久保昌弘          | 安部裕二郎               | 安部裕二郎                 | Park Myoung Hun                                                                                 | 大河原烈 卯野一郎 今木宏明                            | 2018年12月2日  |
| 第85话                 |                | 心之石                      | 本田雅也            | 福岛宏之                 | 長濱亙彥                   | 竹島照子 飯飼一幸 永川桃子 田口愛梨                                                             | 藪野浩二                                              | 2018年12月9日  |
| 第86话                 |                | 小土的意志                  | 重信康              | 荻原健 铃木佑太          | 荻原健 铃木佑太            | Lee Seok Yun Kim Hyeon Ok                                                                       | 今木宏明 卯野一郎                                     | 2018年12月16日 |
| 第87话                 |                | 活著的感覺                  | 田中秀人            | 甲田正行                 | 甲田正行                   | 甲田正行 大河原烈                                                                               | 不適用                                                | 2018年12月23日 |
| 第88话                 |                | 激戰 黑曜！！               | 西山淳史            | 增田敏彦                 | 西村大樹                   | 小林一三 高瀨百合子 服部森樹郎 申榮淳                                                           | 佐藤绫子 卯野一郎 今木宏明                            | 2019年1月6日   |
| 第89话                 |                | 貫徹之心                    | 待田堂子            | 門間和彌                 | 小野田雄亮                 | 高桥恒星 德仓荣一                                                                               | 藪野浩二                                              | 2019年1月13日  |
| 第90话                 |                | 巳月與石英                  | 大久保昌弘          | 今泉賢一                 | 荻原健                     | 田中千幸 Park Myoung Hun                                                                        | 不適用                                                | 2019年1月20日  |
| 第91话                 |                | 大野木的意志                | 本田雅也            | 福岛宏之                 | 朝仓海斗                   | 大河原烈 藤田正幸 石橋友紀惠 服部益實                                                           | 卯野一郎                                              | 2019年1月27日  |
| 第92话                 |                | 新的日常                    | 重信康              | 增田敏彦                 | 安部裕二郎                 | 高桥直树 轮和                                                                                   | 佐藤绫子                                              | 2019年2月3日   |
| 親子之日篇             |                |                             |                     |                          |                            |                                                                                                 |                                                       |                |
| 第93话                 |                | 親子日                      | 田中秀人            | 齊藤哲人                 | 長濱亙彥                   | 竹島照子                                                                                        | 藪野浩二 佐藤绫子 卯野一郎                            | 2019年2月10日  |
| 第94话                 |                | 美食滿滿 大胃王比拼         | 西山淳史            | 門間和彌 福岛宏之        | 松本正幸                   | Park myoung hun Lee joung kyuong                                                                | 不適用                                                | 2019年2月17日  |
| 第95话                 |                | 父女親近大作戰              | 待田堂子            | 铃木佑太 荻原健          | 铃木佑太 荻原健            | Lee Seok Yun Kim Hyeon Ok                                                                       | 卯野一郎                                              | 2019年2月24日  |
| 咒印感染篇             |                |                             |                     |                          |                            |                                                                                                 |                                                       |                |
| 第96话                 |                | 血與汗與淚                  | 田中秀人            | 增田敏彦                 | 荻原健 铃木佑太            | Park myoung hun Lee joung kyuong 田中千幸                                                       | 不適用                                                | 2019年3月3日   |
| 第97话                 |                | 鹿台的決斷                  | 大久保昌弘          | 福岛宏之                 | 淺見隆司                   | kim seongbeom Kim gangwon Hong insu                                                             | 藪野浩二                                              | 2019年3月10日  |
| 第98话                 |                | 被詛咒的森林                | 本田雅也            | 菅井嘉浩                 | 小野田雄亮                 | 高桥恒星 德仓荣一                                                                               | 藪野浩二 卯野一郎                                     | 2019年3月17日  |
| 第99话                 |                | 重吾與咒印                  | 西山淳史            | 田中雄一                 | 松本正幸                   | 大河原烈 佐藤誠之 野崎麗子 Park myoung hun Lee joung kyuong                                     | 不適用                                                | 2019年3月24日  |
| 第100话                |                | 既定的道路                  | 待田堂子            | 今泉賢一                 | 小野步                     | 田中千幸 高桥直树                                                                               | 卯野一郎                                              | 2019年3月31日  |
| 第101话                |                | 重吾的援軍                  | 重信康              | 成田歲法                 | 影山楙倫 安江菜津美        | Lee Sok Yun Jang Young Sun                                                                      | 藪野浩二                                              | 2019年4月7日   |
| 第102话                |                | 亂戰！！                    | 西山淳史            | 藤井俊朗 黑川智之        | 安部裕二郎                 | Park myoung hun Lee joung kyuong Kim kyuong hwan                                                | 藪野浩二                                              | 2019年4月14日  |
| 第103话                |                | 遷徙的季節                  | 本田雅也            | 增田敏彦 甲田正行        | 荻原健                     | 卯野一郎 高木勝弘 小柳達也 野泽吉树 清水义治                                                    | 不適用                                                | 2019年4月21日  |
| 第104话                |                | 小小的室友                  | 待田堂子            | 福岛宏之                 | 铃木佑太                   | Lee Seok Yun Kim Hyeon Ok                                                                       | 藪野浩二                                              | 2019年4月28日  |
| 第105话                |                | 心的傷口                    | 田中秀人            | 铃木佑太                 | 粟井重紀                   | Lee Youngmi                                                                                     | 清水义治                                              | 2019年5月5日   |
| 湯煙忍法帖篇           |                |                             |                     |                          |                            |                                                                                                 |                                                       |                |
| 第106话                |                | 湯煙忍法帖·S級任務          | 本田雅也            | 甲田正行                 | 松本正幸                   | Park myoung hun 田中千幸                                                                        | 不適用                                                | 2019年5月12日  |
| 第107话                |                | 湯煙忍法帖·犬貓戰爭！！     | 重信康              | 增田敏彦                 | 小野田雄亮                 | 高桥恒星 德仓荣一 本村麻亞紗 中谷藍 谷翔太郎                                                    | 卯野一郎                                              | 2019年5月19日  |
| 第108话                |                | 湯煙忍法帖·幽靈旅館！！     | 大久保昌弘          | 福岛宏之                 | 朝仓海斗                   | Park myoung hun Lee joung kyuong                                                                | 不適用                                                | 2019年5月26日  |
| 第109话                |                | 湯煙忍法帖·薯片與大岩石！！ | 西山淳史            | 今泉賢一                 | 青木裕一朗                 | 西原理奈子 高桥直树 轮和                                                                        | 藪野浩二                                              | 2019年6月2日   |
| 第110话                |                | 湯煙忍法帖·復蘇溫泉！！     | 待田堂子            | 若林厚史                 | 川西泰二                   | Lee Sok Yun Park Hey Run KimYoo Mi                                                              | 清水义治 藪野浩二                                     | 2019年6月9日   |
| 第111话                |                | 湯煙忍法帖·未來之玉！！     | 本田雅也            | 增田敏彦                 | 荻原健                     | Park myoung hun 田中千幸                                                                        | 不適用                                                | 2019年6月16日  |
| 第112话                |                | 中忍晉升首腦會議            | 田中秀人            | 鈴木裕太                 | 鈴木裕太                   | Lee Seok Yun                                                                                    | 卯野一郎                                              | 2019年6月23日  |
| 第113话                |                | 隊長的資質                  | 西山淳史            | 田中秀人                 | 三好奈央                   | Park myoung Lee joung kyuong                                                                    | 不適用                                                | 2019年6月30日  |
| 第114话                |                | 激忍代理戰爭！！            | 重信康              | 今泉賢一                 | 粟井重紀                   | Jeong Cheolgyo Joo Hyounwoo Jung Jihui Choi Yeonghui                                            | 清水义治                                              | 2019年7月7日   |
| 第115话                |                | 第二十五班                  | 大久保昌弘          | 今泉賢一                 | 栗山美秀                   | Heo Hye Jung Kim Hyeon Ok                                                                       | 卯野一郎                                              | 2019年7月14日  |
| 木葉丸之戀篇           |                |                             |                     |                          |                            |                                                                                                 |                                                       |                |
| 第116话                |                | 木葉丸與檸檬                | 田中秀人            | 朝仓海斗                 | 朝仓海斗                   | Park myoung hun 加藤久美子 西原理奈子 甲田正行                                                  | 不適用                                                | 2019年7月21日  |
| 第117话                |                | 檸檬的秘密                  | 西山淳史            | 久城理音                 | 小野田雄亮                 | 高桥恒星 德仓荣一                                                                               | 清水义治                                              | 2019年7月28日  |
| 第118话                |                | 吞噬記憶之物                | 待田堂子            | 藤原智樹                 | 松本正幸                   | 田中千幸 高桥直树 川口弘明 轮和 大河原烈                                                        | 卯野一郎                                              | 2019年8月4日   |
| 第119话                |                | 木葉丸的忍道                | 田中秀人            | 增田敏彦                 | 小野步                     | Park myoung hun Lee joung kyuong Kim Kyuong hwan 甲田正行                                       | 不適用                                                | 2019年8月11日  |
| 一尾護衛篇             |                |                             |                     |                          |                            |                                                                                                 |                                                       |                |
| 第120话                |                | 朝著佐助的方向              | 本田雅也            | 福岛宏之                 | 佐佐木幸治                 | Kim Changkui Kim Seoungbum Kim lin Kim Youngjin 大河原烈 甲田正行                               | 卯野一郎 今木宏明                                     | 2019年8月18日  |
| 第121话                |                | 守護一尾！！ 被委托的任務   | 木村匡希 本田雅也   | 荻原健                   | 荻原健                     | 清水义治 西原理奈子 田中千幸                                                                    | 不適用                                                | 2019年8月25日  |
| 第122话                |                | 傀儡大戰！！                | 重信康              | 铃木佑太                 | 铃木佑太                   | Lee Seok Yun Kim Hyeon Ok                                                                       | 今木宏明                                              | 2019年9月1日   |
| 第123话                |                | 浦式復活                    | 大久保昌弘          | 飯田崇                   | 粟井重紀                   | Kim San Jang Sangmi Jeong Jinyoung                                                              | 清水义治 卯野一郎 今木宏明                            | 2019年9月8日   |
| 第124话                |                | 決斷之時                    | 西山淳史            | 松下之宏                 | 福田皖                     | Park myoung hun Kim kyuong hwan                                                                 | 不適用                                                | 2019年9月15日  |
| 第125话                |                | 慕留人與新木                | 田中秀人            | 齊藤哲人 增田敏彦        | 松本正幸                   | 田中千幸 今木宏明 加藤久美子 大河原烈 甲田正行                                                  | 不適用                                                | 2019年9月22日  |
| 第126话                |                | 守鶴的企圖                  | 重信康              | 若林厚史                 | 小野田雄亮                 | 高桥恒星 德仓荣一                                                                               | 卯野一郎                                              | 2019年9月29日  |
| 時間旅行篇             |                |                             |                     |                          |                            |                                                                                                 |                                                       |                |
| 第127话                |                | 親熱攻略                    | 待田堂子            | 福岛宏之                 | 铃木佑太                   | 井口忠一                                                                                        | 清水义治                                              | 2019年10月6日  |
| 第128话                |                | 浦式的目的                  | 本田雅也            | 石平信司                 | 奧野浩行                   | Park myoung hun 今木宏明                                                                        | 不適用                                                | 2019年10月13日 |
| 第129话                |                | 木葉忍者村                  | 西山淳史            | 久城理音                 | 向山鶴美                   | 田中千幸 高桥直树 川口弘明 轮和                                                                 | 卯野一郎                                              | 2019年10月20日 |
| 第130话                |                | 下忍集合                    | 大久保昌弘          | 铃木佑太                 | 铃木佑太                   | Lee Seok Yun Kim Hyeon Ok                                                                       | 今木宏明                                              | 2019年10月27日 |
| 第131话                |                | 九尾的力量                  | 田中秀人            | 增田敏彦                 | 松本正幸                   | Park myoung hun 西原理奈子 今木宏明 加藤久美子                                                  | 不適用                                                | 2019年11月3日  |
| 第132话                |                | 自來也的課題                | 重信康              | 福岛宏之                 | 粟井重紀                   | Kim San Jang Young-sun Jang Sang-mi Jung Jin-young Han Eun-mi                                   | 卯野一郎                                              | 2019年11月10日 |
| 第133话                |                | 沒有佐助的村子              | 待田堂子            | 增田敏彦                 | 山田晃                     | 高桥恒星 今木宏明                                                                               | 不適用                                                | 2019年11月24日 |
| 第134话                |                | 看透未來的力量              | 本田雅也            | 若林厚史                 | 神原敏昭                   | Park myoung hun Lee joung kyuong Kim kyuong hwan                                                | 不適用                                                | 2019年12月1日  |
| 第135话                |                | 最終決戰 浦式               | 西山淳史            | 甲田正行                 | 甲田正行                   | 田中千幸 大河原烈 伊藤香奈 甲田正行                                                             | 不適用                                                | 2019年12月8日  |
| 第136话                |                | 穿越時空                    | 大久保昌弘          | 石平信司                 | 小野田雄亮                 | 高桥恒星 德仓荣一                                                                               | 卯野一郎 清水义治 西原理奈子                          | 2019年12月15日 |
| 狢強盜團篇             |                |                             |                     |                          |                            |                                                                                                 |                                                       |                |
| 第137话                |                | 武士留學生                  | 胜冶京子            | 小野步                   | 小野步                     | Park myoung hun 今木宏明                                                                        | 不適用                                                | 2019年12月22日 |
| 第138话                |                | 日足的生日                  | 重信康              | 藤原良二                 | 白石道太                   | 谷口繁則 川口弘明 高桥直树 轮和                                                                 | 田中千幸                                              | 2019年12月29日 |
| 第139话                |                | 恐怖！！鬼熊圓子            | 田中秀人            | 福岛宏之                 | 向山鶴美                   | Lee Seok Yun Kim Hyeon Ok                                                                       | 卯野一郎 今木宏明 西原理奈子                          | 2020年1月12日  |
| 第140话                |                | 輸給薯片的心轉身之術        | 待田堂子            | 増田敏彦                 | 松本正幸                   | Park myoung hun Kim Kyuong hwan                                                                 | 不適用                                                | 2020年1月19日  |
| 第141话                |                | 忍者監獄 鬼燈城             | 本田雅也            | 若林厚史                 | 栗井重紀                   | Park Eun-a Jang Sang-mi Jung Jin-young Han Eun-mi Kim San                                       | 今木宏明                                              | 2020年1月26日  |
| 第142话                |                | 毅力考驗                    | 西山淳史            | 斉藤哲人                 | 福田皖                     | 轮和 田中千幸 加藤久美子 野泽吉树 西原理奈子                                                    | 不適用                                                | 2020年2月2日   |
| 第143话                |                | 盯上國利的犯人              | 大久保昌弘          | 铃木佑太                 | 铃木佑太                   | 今木宏明 Park myoung hun Kim kyuoung hwan                                                       | 不適用                                                | 2020年2月9日   |
| 第144话                |                | 國利的秘密                  | 胜冶京子            | 石平信司                 | 藏本穂高                   | 大河原烈 卯野一郎                                                                               | 不適用                                                | 2020年2月16日  |
| 第145话                |                | 逃出鬼燈城                  | 本田雅也            | 福岛宏之                 | 小野田雄亮                 | 高桥恒星 德仓荣一                                                                               | 村尾稔 今木宏明                                       | 2020年2月23日  |
| 第146话                |                | 越獄、執行！！              | 西山淳史            | 増田敏彦                 | 上原秀明                   | Park myoung hun Lee joung kyoung                                                                | 不適用                                                | 2020年3月1日   |
| 第147话                |                | 月下的決戰                  | 重信康              | 福岛宏之                 | 铃木佑太                   | 今木宏明 田中千幸 村尾稔                                                                        | 不適用                                                | 2020年3月8日   |
| 第148话                |                | 新的任務                    | 田中秀人            | 藤原良二                 | 白石道太                   | 谷口繁則 川口弘明 高桥直树 轮和                                                                 | 加藤久美子 西原理奈子 大河原烈 村尾稔                 | 2020年3月15日  |
| 第149话                |                | 朋友…！！                   | 待田堂子            | 井之川慎太郎             | 田村圭                     | Lee Seok Yun Kim Hyeon Ok                                                                       | 卯野一郎                                              | 2020年3月22日  |
| 第150话                |                | 殺手鐧的價值！！            | 胜冶京子            | 増田敏彥                 | 松本正幸                   | Park myoung hun Kim Kyuong hwan                                                                 | 不適用                                                | 2020年3月29日  |
| 第151话                |                | 慕留人和天道                | 大久保昌弘          | 朝仓海斗                 | 铃木佑太                   | 田中千幸 今木宏明 村尾稔 佐藤誠之                                                               | 不適用                                                | 2020年4月5日   |
| 第152话                |                | 醫療忍術指南                | 胜冶京子            | 福岛宏之                 | 栗井重紀                   | Um Ikhyun Kim Myeonghui Jang Sangmi 野泽吉树                                                    | 卯野一郎 村尾稔                                       | 2020年4月12日  |
| 第153话                |                | 黃金搭配                    | 西山淳史            | 小野歩                   | 小野歩                     | Park myoung hun 齐藤和也 Shelia Loewito 西原理奈子 加藤久美子                                   | 不適用                                                | 2020年4月19日  |
| 第154话                |                | 向日葵的忍者體驗！！        | 田中秀人            | 増田敏彥                 | 小野田雄亮                 | 高桥恒星 徳倉榮一 小野寺博文                                                                    | 今木宏明                                              | 2020年4月26日  |
| 第155话                |                | 下雨天的巳月                | 重信康              | 上原秀明                 | 上原秀明                   | 大河原烈 田中千幸 村尾稔 卯野一郎                                                               | 不適用                                                | 2020年7月5日   |
| 第156话                |                | 不能只是苗条                | 待田堂子            | 藤原良二                 | 白石道太                   | 川口弘明 高桥直树 轮和                                                                          | 今木宏明                                              | 2020年7月12日  |
| 「壳」始动篇           |                |                             |                     |                          |                            |                                                                                                 |                                                       |                |
| 第157话                |                | 「殼」的足跡                | 大久保昌弘          | 松本正幸                 | 松本正幸                   | Park myoung hun Lee joung kyoung Kim kyoung hwan                                                | 不適用                                                | 2020年7月19日  |
| 第158话                |                | 消失的男人                  | 本田雅也            | 田中千幸                 | 向山鶴美                   | Lee Seok Yun Kim Hyeon Ok                                                                       | 村尾稔 今木宏明                                       | 2020年7月26日  |
| 第159话                |                | 柱間細胞                    | 西山淳史            | 井之川慎太郎             | 井之川慎太郎               | 卯野一郎 西原理奈子 Park Hoon Oh Eun soo                                                        | 今木宏明                                              | 2020年8月2日   |
| 第160话                |                | 前往默之國                  | 胜冶京子            | 朝仓海斗                 | 朝仓海斗                   | 田中千幸 野泽吉树 伟展强 Park myoung hun                                                        | 不適用                                                | 2020年8月9日   |
| 第161话                |                | 噩夢之城                    | 本田雅也            | 若林厚史                 | 山口美浩                   | 小林一三 金正男 吴贤景 朴马江                                                                   | 今木宏明                                              | 2020年8月16日  |
| 第162话                |                | 逃出包圍網                  | 重信康              | 铃木佑太                 | 铃木佑太                   | 清水义治 村尾稔 Yu Seung Hee Lee Kawan Woo Park Myoung hwan Kim Jun O                           | 村尾稔 今木宏明                                       | 2020年8月23日  |
| 第163话                |                | 追踪者们                    | 待田堂子            | 増田敏彦                 | 小野田雄亮                 | 高桥恒星 德仓荣一                                                                               | 加藤久美子 卯野一郎                                   | 2020年8月30日  |
| 第164话                |                | 死亡禁术                    | 大久保昌弘          | 小野歩                   | 小野歩                     | Park myoung hun Kim kyuoung hwan Lee joung kyuong 卯野一郎                                      | 不適用                                                | 2020年9月6日   |
| 第165话                |                | 四胞胎的使命                | 田中秀人            | 田中千幸                 | 白石道太                   | 川口弘明 高桥直树 井口忠一 轮和                                                                 | 村尾稔 今木宏明                                       | 2020年9月13日  |
| 第166话                |                | 死斗                        | 西山淳史            | 久城理音                 | 朝仓海斗                   | 大河原烈 今木宏明 齐藤和也 Shelia Loewito 伟展强                                                | 不適用                                                | 2020年9月20日  |
| 第167话                |                | 两人的觉悟                  | 本田雅也            | 阿部记之 福井希          | 阿部记之                   | 田中千幸 Park myoung hun                                                                        | 不適用                                                | 2020年9月27日  |
| 第168话                |                | 修炼开始！！                | 胜冶京子            | 福岛宏之 增田敏彦        | 井之川慎太郎               | Lee Seok Yun Kim Hyeon Ok                                                                       | 今木宏明 村尾稔 田中千幸 西原理奈子                   | 2020年10月4日  |
| 第169话                |                | 和砂的共同作战              | 待田堂子            | 若林厚史                 | 安川央里                   | 加藤久美子 清水义治 西原理奈子 Park Hoon Oh Eun soo                                             | 佐藤绫子                                              | 2020年10月11日 |
| 第170话                |                | 新的螺旋丸                  | 重信康              | 增田敏彦                 | 浅见隆司                   | 小林一三 野泽吉树                                                                               | 今木宏明 村尾稔                                       | 2020年10月18日 |
| 第171话                |                | 修行的成果                  | 大久保昌弘          | 松本正幸                 | 松本正幸                   | Park myoung hun Kim kyoung hwan Lee joung kyoung 卯野一郎 伟展强                                | 不適用                                                | 2020年10月25日 |
| 第172话                |                | 恐怖的签名                  | 西山淳史            | 福岛宏之                 | 小野田雄亮                 | 高桥恒星 德仓荣一                                                                               | 佐藤绫子 西原理奈子                                   | 2020年11月1日  |
| 第173话                |                | 地下室的秘密                | 本田雅也            | 铃木佑太                 | 铃木佑太                   | JUNG JIN YOUNG YU SEUNG HEE CHOI HEE EUN 田中千幸 今木宏明                                      | 村尾稔                                                | 2020年11月8日  |
| 第174话                |                | 神树再生                    | 田中秀人            | 朝仓海斗                 | 松本正幸                   | 清水义治 加藤久美子 野泽吉树 Park myoung hun                                                    | 不適用                                                | 2020年11月15日 |
| 第175话                |                | 超越极限…！！               | 胜冶京子            | 荻原健                   | 朝仓海斗 安川央里          | 今木宏明 大河原烈 齐藤和也 卯野一郎 杉木麻菜子 Shelia Loewito 西原理奈子 加藤久美子             | 不適用                                                | 2020年11月22日 |
| 第176话                |                | 封锁阿吽之门                | 本田雅也            | 藤原良二                 | 白石道太                   | 井口忠一 川口弘明 高桥直树 南伸一郎                                                             | 佐藤绫子 村尾稔                                       | 2020年11月29日 |
| 「容器」篇             |                |                             |                     |                          |                            |                                                                                                 |                                                       |                |
| 第177话                |                | 铁壁的感知系统              | 大久保昌弘          | 阿部记之 福井希          | 阿部记之                   | 清水义治 Park myoung hun 大河原烈                                                               | 不適用                                                | 2020年12月6日  |
| 第178话                |                | 父亲的背影                  | 待田堂子            | 小野歩                   | 小野歩                     | Lee Seok Yun Kim Hyeon Ok                                                                       | 西原理奈子 加藤久美子                                 | 2020年12月13日 |
| 第179话                |                | 维克多的阴谋                | 重信康              | 福岛宏之                 | 浅见隆司                   | 小林一三 齐藤千英                                                                               | 田中千幸                                              | 2020年12月20日 |
| 第180话                |                | 暗杀者麦野                  | 西山淳史            | 若林厚史                 | 松本正幸                   | Park myoung hun Lee joung kyoung                                                                | 不適用                                                | 2020年12月27日 |
| 第181话                |                | 容器                        | 本田雅也            | 增田敏彦                 | 铃木佑太                   | Won Chang hee Shin Jae ik Kim Hyung il 佐藤绫子                                                 | 村尾稔                                                | 2021年1月10日  |
| 第182话                |                | 青                          | 田中秀人            | 成田岁法                 | 小野田雄亮                 | 高桥恒星 德仓荣一                                                                               | 齐藤和也 加藤久美子                                   | 2021年1月17日  |
| 第183话                |                | 手                          | 胜冶京子            | 福岛宏之                 | 向山鹤美                   | Park myoung hun 西原理奈子 村尾稔 加藤久美子                                                    | 不適用                                                | 2021年1月24日  |
| 第184话                |                | 人偶                        | 待田堂子            | 增田敏彦                 | 菅原静贵                   | 田中千幸 Kim Yeong chan Shin Jae ik Kim Hyung il                                                | 村尾稔                                                | 2021年1月31日  |
| 第185话                |                | 道具                        | 重信康              | 藤原良二                 | 白石道太                   | 井口忠一 川口弘明 高桥直树 4tune                                                                | 佐藤绫子                                              | 2021年2月7日   |
| 第186话                |                | 使用方法                    | 西山淳史            | 阿部记之 福井希          | 阿部记之 福井希            | 今木宏明 大河原烈 Park myoung hun                                                               | 不適用                                                | 2021年2月14日  |
| 第187话                |                | 楔                          | 胜冶京子            | 若林厚史                 | 金旼宣                     | Lee Seok Yun Kim Hyeon Ok                                                                       | 齐藤和也 村尾稔                                       | 2021年2月21日  |
| 第188话                |                | 觉醒                        | 大久保昌弘          | 福岛宏之                 | 浅见隆司                   | 小林一三 齐藤千英 持田爱                                                                        | 西原理奈子 加藤久美子 清水义治                        | 2021年2月28日  |
| 第189话                |                | 共鸣                        | ・・                | ・・                     | ・・                       | 卯野一郎                                                                                        | 不適用                                                | 2021年3月7日   |
| 川木篇：「殼」激烈衝突 |                |                             |                     |                          |                            |                                                                                                 |                                                       |                |
| 第190话                |                | 逃跑                        | 田中秀人            | 增田敏彦                 | 松本正幸                   | Park myoung hun Lee joung kyoung                                                                | 不適用                                                | 2021年3月14日  |
| 第191话                |                | 野狗                        | 本田雅也            | 若林厚史                 | 小野田雄亮                 | 高桥恒星 德仓荣一                                                                               | 今木宏明 齐藤和也                                     | 2021年3月21日  |
| 第192话                |                | 过去                        | 本田雅也            | 甲田正行                 | 甲田正行                   | 甲田正行 今泉健 杉木麻菜美                                                                      | 大河原烈 今木宏明 加藤久美子                          | 2021年3月28日  |
| 第193话                |                | 同居                        | 西山淳史            | 宫繁之                   | 安江菜津美                 | 渡边神弘 吉罔佳宏 Kim Hyeon Ok                                                                  | 今木宏明                                              | 2021年4月4日   |
| 第194话                |                | 漩涡家                      | 胜冶京子            | 福岛宏之                 | 池田重隆                   | 萩原省智 酒井KEI 青木裕子 Zearth Sato 伟展强                                                    | 西原理奈子 加藤久美子 今木宏明                        | 2021年4月11日  |
| 第195话                |                | 花瓶                        | 待田堂子            | 福岛宏之                 | 白石道太                   | 武内啓 高橋直樹 井口忠一 川口弘明                                                               | 佐藤綾子                                              | 2021年4月18日  |
| 第196话                |                | 聯繫的力量                  | 重信康              | 増田敏彦                 | 鈴木佑太                   | 福井希 一之瀬結梨 Park myoung hun                                                               | 不適用                                                | 2021年4月25日  |
| 第197话                |                | 德爾塔                      | 大久保昌弘          | 上野壮大                 | 金文宣                     | Shin Min Seop Lee Sang Jin                                                                      | 今木宏明                                              | 2021年5月2日   |
| 第198话                |                | 怪物                        | 田中秀人            | 福井希                   | 福井希                     | Lee Seok Yun Kim Hyeon Ok Jang Yeong Seon Kim Hyeon Jin                                         | 夘野一郎                                              | 2021年5月9日   |
| 第199话                |                | 超負荷                      | 待田堂子            | 若林厚史                 | 松本正幸                   | 大河原烈 杉本麻菜美 野澤吉樹 Joung Eun joung                                                    | 齐藤和也                                              | 2021年5月16日  |
| 第200话                |                | 成為徒弟                    | 胜治京子            | 増田敏彦                 | 小野田雄亮                 | 高橋恆星 德倉榮一                                                                               | 西原理奈子 加藤久美子                                 | 2021年5月23日  |
| 第201话                |                | 空無的眼淚                  | 西山淳史            | 吉本毅                   | 吉本毅                     | 佐藤綾子 田中千幸                                                                               | 不適用                                                | 2021年5月30日  |
| 第202话                |                | 教團                        | 本田雅也            | 菅原静貴                 | 菅原静貴                   | Park myoung hun                                                                                 | 不適用                                                | 2021年6月6日   |
| 第203话                |                | 突襲…！！                   | 重信康              | 福岛宏之                 | 池田重隆                   | 萩原省智 Zearth Sato 酒井KEI 青木裕子 王其琪                                                    | 齐藤和也 西原理奈子 加藤久美子                        | 2021年6月13日  |
| 第204话                |                | 危險人物                    | 大久保昌弘          | 荻原健                   | 荻原健                     | 一之瀬結梨 今木宏明 夘野一郎                                                                    | 不適用                                                | 2021年6月20日  |
| 第205话                |                | 證明                        | 西山淳史            | 藤原良二                 | 白石道太                   | 武内啓 高橋直樹 井口忠一 川口弘明 服部益實 陳潔 胡威                                            | 今木宏明                                              | 2021年6月27日  |
| 川木篇：大筒木覺醒     |                |                             |                     |                          |                            |                                                                                                 |                                                       |                |
| 第206话                |                | 新生第七班                  | 田中秀人            | 横手颯太                 | 横手颯太                   | Park myoung hun 田中千幸 佐藤綾子                                                               | 不適用                                                | 2021年7月4日   |
| 第207话                |                | 再生                        | 勝治京子            | 小野歩                   | 小野歩                     | Park myoung hun 西原理奈子 加藤久美子 黄成希 大野勉 中林繭子                                    | 西原理奈子                                            | 2021年7月11日  |
| 第208话                |                | 桃式顯現                    | 待田堂子            | 山本隆太                 | 山本隆太                   | 大河原烈 杉本麻菜美 Joung Eun joung                                                             | 齊藤和也                                              | 2021年7月18日  |
| 第209话                |                | 異端者                      | 本田雅也            | 若林厚史                 | 小野田雄亮                 | 高橋恒星                                                                                        | 西原理奈子                                            | 2021年8月1日   |
| 第210话                |                | 殼的足跡                    | 大久保昌弘          | 福井希                   | 福井希                     | Park myoung hun Kim kyoung hwan                                                                 | 不適用                                                | 2021年8月8日   |
| 第211话                |                | 追蹤                        | 重信康              | 福岛宏之                 | 鈴木佑太                   | 野澤吉樹 Lee Seok Yun Kim Hyeon Ok                                                              | 佐藤綾子 田中千幸                                     | 2021年8月15日  |
| 第212话                |                | 雨戶的叛逃                  | 勝治京子            | 増田敏彦                 | 池田重隆                   | 酒井KEI 徳田拓也 青木裕子 谷本馨 Zearth Sato 寧波麦冬映画 王其琪 徐学武                         | 今木宏明                                              | 2021年8月22日  |
| 第213话                |                | 真身                        | 本田雅也            | 安川央里                 | 安川央里                   | Park myoung hun Kim kyoung hwan                                                                 | 不適用                                                | 2021年8月29日  |
| 第214话                |                | 宿命                        | 西山淳史            | 福岛宏之                 | 阿部記之 松本正幸 齊藤詠舞 | 加藤久美子 Choi Jong ki                                                                         | 齊藤和也 西原理奈子 加藤久美子                        | 2021年9月5日   |
| 第215话                |                | 覺悟                        | 田中秀人            | 若林厚史                 | 橋本光夫                   | 川口弘明 武内啓 井口忠一 服部一郎 高橋直樹 松本勝次 陳潔瓊                                      | 夘野一郎 今木宏明                                     | 2021年9月12日  |
| 第216话                |                | 活祭品                      | 本田雅也            | 黒津安明                 | 小野歩                     | 杉本麻菜美 今木宏明 大野勉 黄成希 齊藤和也 Park myoung hun                                      | 不適用                                                | 2021年9月19日  |
| 第217话                |                | 決心                        | 本田雅也            | 福井希 黒津安明          | 福井希                     | 田中千幸 佐藤綾子 大河原烈 杉本麻菜美                                                           | 不適用                                                | 2021年9月26日  |
| 第218话                |                | 搭檔                        | 本田雅也            | 若林厚史 甲田正行        | 甲田正行 小野田雄亮        | 高橋恒星 德倉榮一 津曲大介                                                                      | 夘野一郎                                              | 2021年10月3日  |
| 第219话                |                | 歸來                        | 重信康              | 福岛宏之                 | 向山鶴美                   | Park myoun hun                                                                                  | 不適用                                                | 2021年10月10日 |
| 第220话                |                | 剩餘時間                    | 本田雅也            | 吉本毅                   | 吉本毅                     | Lee Seok Yun Kim Hyeon Ok Park Hye Ran                                                          | 齊藤和也                                              | 2021年10月17日 |
| 中忍再考試篇           |                |                             |                     |                          |                            |                                                                                                 |                                                       |                |
| 第221话                |                | 中忍考試再次舉辦            | 勝治京子            | 福岛宏之                 | 池田重隆                   | 酒井KEI 青木裕子 Zearth Sato 徳田拓也 清水拓磨 柿畑文乃                                         | 今木宏明                                              | 2021年10月24日 |
| 第222话                |                | 決戰前夜                    | 西山淳史            | 兒谷直樹                 | 兒谷直樹                   | 今木宏明 西原理奈子 杉本麻菜美 一之瀬結梨                                                       | 不適用                                                | 2021年10月31日 |
| 第223话                |                | 井陣對蜂起                  | 大久保昌弘          | 笹原嘉文                 | 笹原嘉文                   | Park myoung hun 田中千幸 佐藤綾子 杉本麻菜美                                                    | 不適用                                                | 2021年11月7日  |
| 第224话                |                | 化貓傳說                    | 田中秀人            | 増田敏彦                 | 橋本光夫                   | 高橋直樹 佐藤元 服部一郎 大塚多恵子 南伸一郎 金凱                                               | 夘野一郎                                              | 2021年11月14日 |
| 第225话                |                | 摯友對決                    | 待田堂子            | 阿部記之 齊藤詠舞        | 阿部記之 齊藤詠舞          | 今木宏明 Park myoung hun 大野勉 西原理奈子                                                      | 不適用                                                | 2021年11月21日 |
| 第226话                |                | 武士對科學                  | 重信康              | 小野歩                   | 小野歩                     | 大河原烈 齊藤和也 野澤吉樹 Jang Hee kyu                                                         | 齊藤和也                                              | 2021年11月28日 |
| 第227话                |                | 第七班、最後的任務！？      | 大久保昌弘          | 兒谷直樹                 | 小野田雄亮                 | 高橋恒星 徳倉榮一                                                                               | 今木宏明                                              | 2021年12月5日  |
| 第228话                |                | 川木、忍者之路              | 勝治京子            | 古川順康                 | 松本正幸                   | Park myoung hun                                                                                 | 不適用                                                | 2021年12月12日 |
| 第229话                |                | 違反命令                    | 勝治京子            | 福岛宏之                 | 鈴木佑太                   | Lee Seok Yun Kim Hyeon Ok Kim Yun-jeong Bang Seung-Jin                                          | 今木宏明                                              | 2021年12月19日 |
| 第230话                |                | 願望                        | 勝治京子            | 若林厚史                 | 向山鶴美                   | 田中千幸 佐藤綾子 Park myoung hun                                                               | 不適用                                                | 2021年12月26日 |
| 第231话                |                | 鏽刀                        | 西山淳史            | 福岛宏之                 | 池田重隆                   | 酒井KEI 德田拓也 郁山想 寧波麦冬映画 徐学武                                                     | 夘野一郎                                              | 2022年1月9日   |
| 第232话                |                | 電氣隊長的初次任務          | 待田堂子            | 古川順康                 | 吉本毅                     | 杉本麻菜美 西原理奈子 齊藤和也                                                                  | 不適用                                                | 2022年1月16日  |
| 霧隱大海戰篇           |                |                             |                     |                          |                            |                                                                                                 |                                                       |                |
| 第233话                |                | 新生第七班、行動            | 本田雅也            | 古川順康                 | 青木裕一朗                 | Park myoung hun Seo jin won                                                                     | 不適用                                                | 2022年1月23日  |
| 第234话                |                | 被解放的惡黨                | 本田雅也            | 古川順康                 | 荻原露光                   | 高橋直樹 佐藤元 大塚多恵子 川口弘明                                                             | 今木宏明                                              | 2022年1月30日  |
| 第235话                |                | 潛入、怒濤島                | 西山淳史            | 若林厚史                 | 松本正幸                   | 大河原烈 Park myoung hun                                                                        | 不適用                                                | 2022年2月6日   |
| 第236话                |                | 逃出                        | 勝治京子            | 福岛宏之                 | 小野田雄亮                 | 高橋恒星 德倉榮一                                                                               | 夘野一郎                                              | 2022年2月13日  |
| 第237话                |                | 移動要塞                    | 田中秀人            | 齊藤詠舞                 | 齊藤詠舞                   | 田中千幸 佐藤綾子 Park myoung hun                                                               | 不適用                                                | 2022年2月20日  |
| 第238话                |                | 殺人魔之船                  | 重信康              | 若林厚史                 | 清水明                     | 杉本麻菜美 大野勉 齊藤和也 Jang Hee kyu                                                         | 齊藤和也                                              | 2022年2月27日  |
| 第239话                |                | 造船之島的少年              | 大久保昌弘          | 福岛宏之                 | 池田重隆                   | 德田拓也 青木裕子 酒井KEI Zearth Sato 清水拓麿 柿畑文乃 寧波麦冬映画 徐学武 権伍撰              | 今木宏明                                              | 2022年3月6日   |
| 第240话                |                | 竹筏的夢想                  | 大久保昌弘          | 增田敏彦                 | 向山鶴美                   | Park myoung hun Seo jin wo                                                                      | 不適用                                                | 2022年3月13日  |
| 第241话                |                | 竹筏的秘密                  | 待田堂子            | 笹原嘉文                 | 笹原嘉文                   | Lee Seok Yun Kim Hyeon Ok                                                                       | 夘野一郎                                              | 2022年3月20日  |
| 第242话                |                | 青煉                        | 本田雅也            | 小野歩                   | 小野歩                     | Park myoung hun 田中千幸 佐藤綾子 黄成希                                                        | 不適用                                                | 2022年3月27日  |
| 第243话                |                | 容身之處                    | 西山淳史            | 成田歳法                 | 荻原露光                   | 高橋直樹 大塚多惠子 川口弘明 佐藤元 金凱 邸錦 除浩                                              | 今木宏明                                              | 2022年4月3日   |
| 第244话                |                | 裂痕                        | 勝治京子            | 兒谷直樹                 | 兒谷直樹                   | 大河原烈 Park myoung hun                                                                        | 不適用                                                | 2022年4月10日  |
| 第245话                |                | 海蛆的執著                  | 重信康              | 若林厚史                 | 小野田雄亮                 | 高橋恒星 德倉榮一 中谷藍 清水雄介                                                               | 今木宏明                                              | 2022年4月17日  |
| 第246话                |                | 重傷                        | 待田堂子            | 吉本毅                   | 吉本毅                     | 中田麻菜美 中島舞 Vinicius Dias 田中千幸 佐藤綾子 西原理奈子 持田愛 片岡英之                    | 不適用                                                | 2022年4月24日  |
| 第247话                |                | 為了神樂                    | 田中秀人            | 福岛宏之                 | 清水晃                     | Park myoung hun                                                                                 | 不適用                                                | 2022年5月1日   |
| 第248话                |                | 死鬥、再臨                  | 西山淳史            | 若林厚史                 | 松本正幸                   | 片岡英之 大野勉 齊藤和也 佐藤綾子 中林蘭子 中田麻菜美 西原理奈子 服部憲知 中島舞                | 不適用                                                | 2022年5月8日   |
| 第249话                |                | 憎恨之芽                    | 勝治京子            | 若林厚史                 | 池田重隆                   | 酒井KEI 青木裕子 Zearth Sato 徐学武 王其琪 Evergreen 持田愛                                     | 今木宏明                                              | 2022年5月15日  |
| 第250话                |                | 舟戶之血                    | 本田雅也            | 齊藤詠舞                 | 齊藤詠舞                   | Lee Seok Yun Kim Hyeon Ok Lee Jong Guk                                                          | 夘野一郎 清水義治                                     | 2022年5月22日  |
| 第251话                |                | 兩人的決心                  | 大久保昌弘          | 福岛宏之                 | 向山鶴美                   | Park myoung hun 大河原烈 中林蘭子 黄成希                                                        | 不適用                                                | 2022年5月29日  |
| 第252话                |                | 相信的感覺                  | 待田堂子            | 古川順康                 | 荻原露光                   | 川口弘明 大塚多恵子 高橋直樹 佐藤元 霊嵐 金凱                                                   | 今木宏明                                              | 2022年6月5日   |
| 第253话                |                | 不相容的想法                | 待田堂子            | 福岛宏之                 | 橋本光夫                   | Park myoung hun                                                                                 | 不適用                                                | 2022年6月12日  |
| 第254话                |                | 復仇的漩渦                  | 西山淳史            | 若林厚史                 | 山本隆太                   | 佐藤綾子 田中千幸                                                                               | 不適用                                                | 6月19日        |
| 第255话                |                | 棘手的問題                  | 大久保昌弘          |                          |                            | Park myoung hun 西原理奈子 中島舞 齊藤和也 持田愛                                               | 不適用                                                | 2022年6月26日  |
| 第256话                |                | 頂級食譜                    | 勝治京子            | 若林厚史                 | 小野田雄亮                 | 高橋恒星 徳倉榮一 清水雄介 中谷藍                                                               | 今木宏明                                              | 2022年7月3日   |
| 第257话                |                | 木葉丸成為火影！？          | 田中秀人            | 兒谷直樹                 | 兒谷直樹                   | Park myoung hun Lee joung kyoung 中田麻菜美 大河原烈 田中千幸                                   | 不適用                                                | 2022年7月10日  |
| 第258话                |                | 漩渦家的溫泉旅行            | 待田堂子            | 若林厚史                 | 吉本毅                     | Lee Seok Yun Kim Hyeon Ok Lee Jong Guk                                                          | 今木宏明                                              | 2022年7月17日  |
| 第259话                |                | 無法愈合的傷                | 勝治京子            | 福岛宏之                 | 清水晃                     | Park myoung hun 大野勉 田中千幸 中林蘭子                                                        | 不適用                                                | 2022年7月24日  |
| 第260话                |                | 戀愛的煙火綻放              | 西山淳史            | 若林厚史                 | 鈴木佑太                   | 清水義治 玄機 杨彤琤 黄华 周婧                                                                  | 今木宏明                                              | 2022年7月31日  |
| 川木·向日葵忍者學校篇  |                |                             |                     |                          |                            |                                                                                                 |                                                       |                |
| 第261话                |                | 川木、忍者學校入學！！      | 重信康              | 増田敏彦                 | 松本正幸                   | Park myoung hun Lee joung kyoung 津曲大介                                                       | 不適用                                                | 2022年8月7日   |
| 第262话                |                | 公主大人的茶會              | 重信康              | 小野歩                   | 小野歩                     | Ju Hyeong jong Jang Hee kyu 佐藤綾子 大河原烈                                                   | 夘野一郎                                              | 2022年8月14日  |
| 第263话                |                | 開花！！教師的才華          | 勝治京子            | 福岛宏之                 | 荻原露光                   | 高橋直樹 佐藤元 胡威                                                                            | 今木宏明                                              | 2022年8月21日  |
| 第264话                |                | 組成七大不可思議探險隊！！  | 西山淳史            | 若林厚史                 | 向山鶴美                   | JIWOO ANIMATION Lee joung kyoung Park myoung hun 齊藤和也                                       | 不適用                                                | 2022年8月28日  |
| 第265话                |                | 小組對抗、實技演習！！      | 待田堂子            | 齊藤詠舞                 | 齊藤詠舞                   | 西原理奈子 黄成希 中島舞 佐藤綾子 今木宏明 持田愛 中林繭子 大野勉 田中千幸                      | 不適用                                                | 2022年9月4日   |
| 第266话                |                | 向日葵綁架事件              | 大久保昌弘          | 安川央里                 | 安川央里                   | Park myoung hun                                                                                 | 不適用                                                | 2022年9月11日  |
| 第267话                |                | 川木、身份曝光！？          | 田中秀人            | 若林厚史                 | 小野田雄亮                 | 清水雄介 德倉榮一 中谷藍 高橋恒星                                                               | 高橋恒星                                              | 2022年9月18日  |
| 第268话                |                | 被盯上的學園祭              | 重信康              | 増田敏彦                 | 山本隆太                   | 田中千幸 佐藤綾子 今木宏明                                                                      | 不適用                                                | 2022年9月25日  |
| 第269话                |                | 偷偷靠近的黑影              | 勝治京子            | 若林厚史                 | 神崎裕二                   | Lee Seok Yun Kim Hyeon Ok                                                                       | 齊藤和也                                              | 2022年10月2日  |
| 第270话                |                | 表裡一體                    | 待田堂子            | 兒谷直樹                 | 兒谷直樹                   | Park myuoung hun 持田愛 西原理奈子                                                              | 不適用                                                | 2022年10月9日  |
| 第271话                |                | 背叛之島                    | 大久保昌弘          | 福岛宏之                 | 橋本光夫                   | 今木宏明                                                                                        | 田中千幸 佐藤綾子                                     | 2022年10月16日 |
| 第272话                |                | 學生團結！！                | 勝治京子            | 若林厚史                 | 鈴木佑太                   | Park myoung hun Lee joung kyoung 野澤吉樹 大野勉 宮司好文 野崎麗子                              | 不適用                                                | 2022年10月23日 |
| 第273话                |                | 告別忍者學校！！            | 重信康              | 増田敏彦                 | 青木裕一朗                 | 高橋直樹 松本勝次 佐藤元 陳潔瓊 胡威 周剛 趙親雲 夏木洋                                         | 夘野一郎 加藤久美子 齊藤和也 田中千幸 持田愛          | 2022年10月30日 |
| 迷宮遊戲篇             |                |                             |                     |                          |                            |                                                                                                 |                                                       |                |
| 第274话                |                | 無法飛翔的老鷹              | 本田雅也            | 福岛宏之                 | 清水晃                     | 大河原烈 Park myoung hun                                                                        | 不適用                                                | 2022年11月6日  |
| 第275话                |                | 再次飛向高空                | 本田雅也            | 神崎裕二                 | 神崎裕二                   | 西原理奈子 持田愛 中島舞 中林蘭子 大野勉 野崎麗子 Fun DO 陳秋字 Koeda Animation                 | 不適用                                                | 2022年11月13日 |
| 第276话                |                | 歡迎來到迷宮                | 本田雅也            | 福井希                   | 福井希                     | Park myoung hun Lee joung kyoung 夘野一郎 福井希 持田愛 加藤久美子 齊藤和也 大野勉 中島舞       | 不適用                                                | 2022年11月20日 |
| 第277话                |                | 消逝的生命                  | 西山淳史            | 増田敏彦                 | 小野田雄亮                 | 清水雄介 德倉榮一 中谷藍 半扇門 STUDIO CL 暁                                                    | 不適用                                                | 2022年11月27日 |
| 第278话                |                | 音樂椅                      | 本田雅也            | 齊藤詠舞                 | 齊藤詠舞                   | 田中千幸 佐藤綾子 持田愛 JIWOO ANIMATION Park myoung hun 玄機                                   | 不適用                                                | 2022年12月4日  |
| 第279话                |                | 七之壁                      | 本田雅也            | 福岛宏之                 | 松本正幸                   | Lee Seok Yun Lee Jong Kook Kim Jeong Soon Kim Jin Sook                                          | 夘野一郎                                              | 2022年12月11日 |
| 第280话                |                | 突破口                      | 西山淳史            | 若林厚史                 | 吉本毅                     | 野澤吉樹 高橋直樹 佐藤元 松本勝次 陳潔瓊 趙親雲 胡威 金凱                                       | 加藤久美子 西原理奈子 齊藤和也                        | 2022年12月18日 |
| 第281话                |                | 第八個真相                  | 本田雅也            | 小野歩                   | 小野歩                     | Park myoung hun                                                                                 | 不適用                                                | 2022年12月25日 |
| 佐助烈傳篇             |                |                             |                     |                          |                            |                                                                                                 |                                                       |                |
| 第282话                |                | 佐助烈傳·潛入               | 待田堂子            | 鈴木佑太                 | 鈴木佑太                   | 佐藤綾子 田中千幸 持田愛                                                                        | 不適用                                                | 2023年1月8日   |
| 第283话                |                | 佐助烈傳·星座排列           | 西山淳史            | 福井希                   | 福井希                     | 大河原烈 Park myoung hun                                                                        | 不適用                                                | 2023年1月15日  |
| 第284话                |                | 佐助烈傳·地下室的秘密       | 大久保昌弘          | 若林厚史                 | 神崎裕二                   | studio BUS 柳昇希 姜美愛                                                                        | 西原理奈子 加藤久美子                                 | 2023年1月22日  |
| 第285话                |                | 佐助烈傳·降臨地面之空       | 勝治京子            | 齊藤詠舞                 | 齊藤詠舞                   | Lee joung kyoung Park myoung hun 持田愛 王培非 劉劍 陈娇娇                                      | 不適用                                                | 2023年1月29日  |
| 第286话                |                | 佐助烈傳·戒指               | 重信康              | 長井惟社子 阿部記之      | 長井惟社子 阿部記之        | 佐藤綾子 田中千幸 卯野一郎 加藤久美子 勝谷優夏 齊藤和也 津曲大輔 西原理奈子 張益                | 不適用                                                | 2023年1月29日  |
| 科德襲來篇             |                |                             |                     |                          |                            |                                                                                                 |                                                       |                |
| 第287话                |                | 爪痕                        | 本田雅也            | 甲田正行 福岛宏之        | 小野歩 甲田正行            | 甲田正行 江端恭平 持田愛 中島舞 大野勉 中林蘭子 野崎麗子 Fun Do JIWOO ANIMATION Park myoung hun | 不適用                                                | 2023年2月12日  |
| 第288话                |                | 俘虜                        | 田中秀人            | 若林厚史                 | 鈴木佑太                   | 野澤吉樹 Lee Seok Yun Lee Jong Kook                                                             | 齊藤和也                                              | 2023年2月19日  |
| 第289话                |                | 資格                        | 本田雅也            | 福岛宏之                 | 小野田雄亮                 | 中谷藍 德倉榮一 半扇門 RAD plus                                                                 | 夘野一郎                                              | 2023年2月26日  |
| 第290话                |                | 氣息                        | 本田雅也            | 笹原嘉文                 | 笹原嘉文                   | 西原理奈子 加藤久美子 今泉健 JIWOO ANIMETION Park myoung hun                                    | 西原理奈子 加藤久美子                                 | 2023年3月5日   |
| 第291话                |                | 支配                        | 本田雅也            | 齊藤詠舞                 | 齊藤詠舞                   | 齊藤和也 持田愛 大野勉 中林蘭子 野澤吉樹 JIWOO ANIMETION Park myoung hun Studio Bus             | 不適用                                                | 2023年3月12日  |
| 第292话                |                | 渴望                        | 本田雅也            | 甲田正行                 | 甲田正行                   | 甲田正行 大河原烈 田中千幸 佐藤綾子 夘野一郎                                                    | 不適用                                                | 2023年3月19日  |
| 第293话                |                | 離別                        | 本田雅也            | 福井希                   | 福井希                     | 藪野浩二 黄成希 加藤久美子 西原理奈子 野澤吉樹 中島舞 江端恭平 JIWOO ANIMATION Park myoung hun  | 不適用                                                | 2023年3月26日  |

## 工作人員
- 原作：岸本齊史（原作・監修）、池本幹雄（作畫）、小太刀右京（劇本）
- 總導演：阿部記之（第1集－第104集）
- 動畫監修：阿部記之（第105集 - 第281集、第287集－第293集）、甲田正行（第282集－第286集）
- 導演：山下宏幸（第1集－第66集）→藤井俊郎（第67集－第104集）→甲田正行（第105集－第281集、第287集－第293集）、阿部記之（第282集－第286集）
- 故事監修：小太刀右京（第1集－第216集）
- 劇本統籌：上江洲誠（第1集－第66集）→本田雅也（第67集－第293集）、重信康（第261集－第273集）
- 角色設計：西尾鐵也、鈴木博文
- 副角色設計：藪野浩二（第1集－第119集）、夘野一郎、黒津安明（第67集－第293集）、村尾稔（日语：ムラオミノル）（第231集－第293集）
- 美術監督：上野秀行
- 美術設定協力：遠藤正明·田中比呂人（第16集－第293集）
- 色彩設計：今村友榮
- 編輯：森田清次、宮崎直樹（第1集－第104集）→岡崎由美佳、及川雪江（第105集－第293集）
- 攝影監督：増野真衣
- 音響監督：名倉靖
- 音樂：高梨康治、刃-yaiba-
- 音樂製作：Aniplex
- 音樂製片人：谷澤嘉信（第1集－第26集）
- 音響製作：樂音舎
- 製片人：土方真（東京電視台）、町山晃一
- 企畫經理：番泰之（東京電視台）、小玉慶太→稻生晉之→俾田晉
- 動畫製作：Studio Pierrot
- 製作：東京電視台、Studio Pierrot

## 主題曲

### 片头曲
|    | 話数    | 曲名                          | 歌手                     | 作詞            | 作曲                                       | 編曲                     |
| -- | ------- | ----------------------------- | ------------------------ | --------------- | ------------------------------------------ | ------------------------ |
| 1  | 1-26    | バトンロード                  | KANA-BOON                | 谷口鮪          | 谷口鮪                                     | KANA-BOON                |
| 2  | 27-51   | OVER                          | Little Glee Monster      | KOUDAI IWATSUBO | KEN for 2SOUL MUSIC Inc., Philip Woo, kyte | KEN for 2SOUL MUSIC Inc. |
| 3  | 52-75   | It's all in the game          | Qyoto                    | Qyoto、+d       | Qyoto、風麻、+d                            | Qyoto、鶴澤夢人、+d /    |
| 4  | 76-100  | Lonely Go!                    | Brian the Sun            | 森良太          | 森良太                                     | Brian the Sun            |
| 5  | 101-126 | ゴールデンタイム              | フジファブリック         | 加藤慎一        | 加藤慎一                                   | フジファブリック         |
| 6  | 127-150 | ティーンエイジドリーム        | miwa                     | miwa & 杉山勝彦 | miwa & 杉山勝彦                            | NAOKI-T                  |
| 7  | 151-180 | はじまっていく たかまっていく | Sambomaster              | 山口隆          | 山口隆                                     | サンボマスター           |
| 8  | 181-205 | BAKU                          | 生物股長                 | 水野良樹        | 水野良樹                                   | 江口亮                   |
| 9  | 206-230 | 我武者羅                      | CHiCO with HoneyWorks    | HoneyWorks      | HoneyWorks                                 | HoneyWorks               |
| 10 | 231-255 | GOLD                          | FLOW                     | KOHSHI ASAKAWA  | TAKESHI ASAKAWA                            | FLOW                     |
| 11 | 256-281 | きらりらり                    | KANA-BOON                | 谷口鮪          | 谷口鮪                                     | KANA-BOON                |
| 12 | 282-293 | 宿縁                          | ASIAN KUNG-FU GENERATION | 後藤正文        | 後藤正文                                   |                          |

### 片尾曲
|    | 話数    | 曲名                 | 歌手                       | 作詞                       | 作曲               | 編曲                                     |
| -- | ------- | -------------------- | -------------------------- | -------------------------- | ------------------ | ---------------------------------------- |
| 1  | 1-13    | ドリーミージャーニー | the peggies                | 北澤ゆうほ                 | 北澤ゆうほ         | the peggies、大久保友裕                  |
| 2  | 14-26   | サヨナラムーンタウン | シナリオアート             | ハヤシコウスケ             | シナリオアート     | シナリオアート                           |
| 3  | 27-39   | 僕は走り続ける       | メロフロート               | MELOFLOAT                  | Gouyal             | Youichiro Nomura                         |
| 4  | 40-51   | デンシンタマシイ     | ゲーム実況者わくわくバンド | ゲーム実況者わくわくバンド | せらみかる         | ゲーム実況者わくわくバンド、黒沢ダイスケ |
| 5  | 52-63   | 花鳥風月             | コアラモード.              | 小幡康裕、あんにゃ         | 小幡康裕、あんにゃ | 小幡康裕                                 |
| 6  | 64-75   | ライカ               | Bird Bear Hare and Fish    | 尾崎雄貴                   | 尾崎雄貴           | Bird Bear Hare and Fish                  |
| 7  | 76-87   | ポラリス             | ヒトリエ                   | wowaka                     | wowaka             | ヒトリエ                                 |
| 8  | 88-100  | 強がりLOSER          | ЯeaL                       | Ryoko                      | Ryoko              | 渡辺拓也、Ryoko                          |
| 9  | 101-113 | Ride or Die          | スカイピース               | スカイピース               | スカイピース       |                                          |
| 10 | 114-126 | 未完成な光たち       | 福原遥                     | H.Aoba                     | H.Aoba、N.Sasaki   | 佐々木望                                 |
| 11 | 127-138 | Wish on              | LONGMAN                    | HIROYA HIRAI               | HIROYA HIRAI       | LONGMAN                                  |
| 12 | 139-150 | Fireworks            | FlowBack                   | FlowBack                   | FlowBack           | FlowBack                                 |
| 13 | 151-167 | Maybe I              | Seven Billion Dots         | Seven Billion Dots         | Seven Billion Dots | シライシ紗トリ&Seven Billion Dots        |
| 14 | 168-180 | セントラル           | 坂口有望                   | 坂口有望                   | 坂口有望           | 柿澤秀吉                                 |
| 15 | 181-192 | Answers              | mol-74                     | mol-74                     | mol-74             | mol-74                                   |
| 16 | 193-205 | キミがいたしるし     | halca                      | halca                      | halca              | halca                                    |
| 17 | 206-218 | Who are you?         | PELICAN FANCLUB            | エンドウアンリ             | エンドウアンリ     | PELICAN FANCLUB                          |
| 18 | 219-230 | Prologue             | JO1                        | JO1                        | JO1                | JO1                                      |
| 19 | 231-242 | VOLTAGE              | Anly                       | Anly                       | Anly               | Louis(Natural Lag), MEG.ME               |
| 20 | 243-255 | トワイライト・ファズ | THIS IS JAPAN              | 杉森ジャック               | 杉森ジャック       | THIS IS JAPAN                            |
| 21 | 256-268 | ビボウロク           | Lenny code fiction         | 片桐航                     | 片桐航             | Lenny code fiction                       |
| 22 | 269-281 | Ladder               | Anonymouz                  | Anonymouz                  | Anonymouz          | クレハリュウイチ・TomoLow                |
| 23 | 282-293 | またね               | ハンブレッダーズ           | ムツムロアキラ             | ハンブレッダーズ   | ハンブレッダーズ                         |

### 插入曲
| 顺序 | 集数             | 曲名 | 歌手      | 作词 | 作曲     | 编曲     |
| ---- | ---------------- | ---- | --------- | ---- | -------- | -------- |
| 1    | 15、34、175、226 |      | 刃-yaiba- | Ray  | 高梨康治 | 高梨康治 |

## 播出時間及電視台
日本深夜動畫：下文記載的日本国内播放時間使用日本標準時間（UTC+9）表示。因為部分時間标识會採用30小时制，因此請留意这类超过24:00的时间，其實際播放時間為翌日清晨。
| 播放日期                                                                                | 播放時間                                                       | 播放電視台   | 播放地區       | 備註                   |
| --------------------------------------------------------------------------------------- | -------------------------------------------------------------- | ------------ | -------------- | ---------------------- |
| 2017年4月5日 - 2018年4月25日 2018年5月3日 - 2018年9月20日 2018年10月7日 - 2023年3月26日 | 星期三 17:55 - 18:25 星期四 19:25 - 19:53 星期日 17:30 - 18:00 | 東京電視台   | 廣域關東圈     | 製作局/提供口述影像    |
|                                                                                         |                                                                | TV北海道     | 北海道         |                        |
|                                                                                         |                                                                | 愛知電視台   | 愛知縣         |                        |
|                                                                                         |                                                                | 大阪電視台   | 大阪府         |                        |
|                                                                                         |                                                                | 瀨戶內電視台 | 岡山縣・香川縣 |                        |
|                                                                                         |                                                                | TVQ九州放送  | 福岡縣         |                        |
| 2017年4月12日 -                                                                         | 星期三 00:58 - 01:28（星期二深夜）                             | BS JAPAN     | 日本全國       | BS放送                 |
| 2017年6月2日 -                                                                          | 星期五 19:00 - 19:30                                           | Animax       | 日本全國       | BS/CS放送 / 有重播節目 |
| 2017年6月12日 -                                                                         | 星期一 17:30 - 18:00                                           | 岐阜放送     | 岐阜县         | 独立局                 |
| 2017年11月27日 -                                                                        | 星期一 01:30 - 02:00（星期日深夜）                             | 琵琶湖放送   | 滋贺县         | 独立局                 |
| 2017年12月18日 -                                                                        | 星期一 17:00 - 17:30                                           | 三重电视台   | 三重县         | 独立局                 |
| 2018年6月11日 - 2018年9月25日 2018年10月1日 -                                           | 星期二 02:30 - 03:00（星期一深夜） 星期一 07:30 - 07:59        | 奈良电视台   | 奈良县         | 独立局                 |
| 2018年6月23日 -                                                                         | 星期六 08:30 - 09:00                                           | 和歌山电视台 | 和歌山县       | 独立局                 |
| 包含東京電視網6局・Animax有字幕放送。                                                   |                                                                |              |                |                        |

| 網路播放日期                                         | 網路播放時間             | 播放網路平台                | 備註                                | 2017年4月5日 - 2018年4月25日 2018年5月3日 - 2018年9月20日 2018年10月7日 - |
| ---------------------------------------------------- | ------------------------ | --------------------------- | ----------------------------------- | ------------------------------------------------------------------------- |
| 星期三 17:55更新 星期四 19:25 更新 星期日 17:30 更新 | 愛奇藝、優酷網、bilibili |                             | 2017年4月10日 -                     | 星期一 12:00 更新                                                         |
| U-NEXT                                               | 見放題 初回31日間無料    | 2018年4月11日 - 2018年5月 - | 星期三 18:25 更新 星期四 19:53 更新 | 愛奇藝台灣站                                                              |
| 53話起同步，並已於2018年5月中將前面集數全部上架。    | 2020年2月27日 -          |                             | 巴哈姆特動畫瘋                      |                                                                           |

## 外部連結
- （日語）電視動畫《BORUTO-火影新世代-NARUTO NEXT GENERATIONS-》東京電視台官網 （页面存档备份，存于）
- （日語）電視動畫《BORUTO-火影新世代-NARUTO NEXT GENERATIONS-》-公式的X（前Twitter）
- （简体中文）電視動畫《BORUTO-火影新世代-NARUTO NEXT GENERATIONS-》愛奇藝正版播出專題 （页面存档备份，存于）
- （简体中文）電視動畫《BORUTO-火影新世代-NARUTO NEXT GENERATIONS-》優酷網正版播出專題 （页面存档备份，存于）